# 김창현 (축구 선수)
김창현(한국 한자: 金昌炫, 1993년 2월 9일 ~ )은 대한민국의 전 축구 선수이며, 포지션은 윙포워드였다.